# Tetija (mjesec)
Tetija ili Tetis (također Saturn III) je prirodni satelit planeta Saturn. Unutarnji pravilni satelit s oko 1006 kilometara u promjeru i orbitalnim periodom od 1 dana, 21 sata, 18 minuta i 26 sekundi. Kruži na udaljenosti od 294 660 km.
Tetija je gotovo okrugla. Građena je od leda i stijena. Svi krateri su dobili ime po likovima iz Odiseje. Veliki krater je nazvan Odisej, po mitskom kralju. Najveći je krater u odnosu na tijelo na kojem se nalazi. Tetija je preživjela ovaj sudar, što znači da je tada bila u tekućem stanju. Tetija je male gustoće, od samo 0.984 g/cm³, što je najniža gustoća među glavnim mjesecima. Tetijini su pratioci Kalipso i Telesto. 
Cassini-Huygens je otkrio misteriozne crvene pruge na Tetiji. Moguće je da su te crvene pruge onečišćenje kemikalijama. Takve crvene pruge pronađene su i u malim kraterima na Dioni.
Prve snimke Tetije poslao je Voyager 2. Cassini-Huygens nekoliko je puta preletio Tetiju. Detaljno ju je fotografirao 11. travnja 2015. kada je prošao pokraj njega. 

## Vanjske poveznice
- Astronomska sekcija Fizikalnog društva Split - Tetija, saturnov satelit  Arhivirana inačica izvorne stranice od 27. lipnja 2008. (Wayback Machine)